# Пирогово (Торжокский район)
Пирого́во — деревня в Торжокском районе Тверской области. Административный центр Пироговского сельского поселения.
Находится в 15 км к югу от города Торжка, в 2,5 км от дороги «Торжок — Высокое — Берново — Старица» (поворот у деревни Костино).
В 1980 году к Пирогово присоединена соседняя деревня Боженки, сейчас это улица Трудовая (юго-западная часть деревни). Ещё в деревне Пирогово 4 улицы: Старосельская, Зелёная, Молодёжная, улица Надежды.

## Инфраструктура
- МУ «Администрация Пироговского сельского поселения»
- правление колхоза «Победа»
- Пироговский Дом культуры
- Пироговская сельская библиотека-филиал МУ «Торжокская ЦБС»

## История
В конце XIX—начале XX века деревни Пирогово и Боженки относились к Петропавловскому приходу Грузинской волости Новоторжского уезда Тверской губернии. В 1859 году в деревне Пирогово 34 двора, 228 жителей; в Боженках — 35 и 216, в 1884 соответственно — 42/264 и 42/255. Жители деревень кроме хлебопашества занимались отхожими промыслами: пастухи, плотники, подбойщики, крючники, извозчики, чернорабочие.
В 1920 году Пирогово — центр одноимённого сельсовета Грузинской волости Новоторжского уезда, по переписи — 64 двора, 351 житель.
В конце 1930-х годов деревня Пирогово имела 47 дворов, Боженки — 46, обе деревни входили в Пролетарский сельсовет (центр — д. Сучьи Горки) Новоторжского района Калининской области.
Во время Великой Отечественной войны деревня не была оккупирована немецко-фашистскими войсками, в октябре 1941 года линия фронта остановилась в 8 км южнее Пирогово.
В 1950 году было проведено укрупнение за счет пяти колхозов, расположенных в близлежащих деревнях: «Красный фронт», «Радуга», «Красная горка», «Селестрово», «Победа». В 1958 году проходит объединение с колхозами «Светлый путь» (деревня Захожье) и «Труд» (деревня Костино). Деревня Пирогово становится центральной усадьбой объединённого колхоза «Победа».
В 1997 году в Пирогово 151 хозяйство, 391 жителель. Центральная усадьба колхоза «Победа», администрация сельского округа, начальная школа, ДК, библиотека, отделение связи, медпункт, 3 магазина.

## Население
Население по переписи 2002 года — 360 человека, 175 мужчины, 185 женщин.
| 1859 | 1884 | 1920 | 1997 | 2002 | 2010 |
| ---- | ---- | ---- | ---- | ---- | ---- |
| 228  | ↗264 | ↗351 | ↗391 | ↘360 | ↗427 |